# John Gwynne Evans
John Gwynne Evans (* 11. November 1941; † 14. Juni 2005) war ein englischer Archäologe und Weichtierforscher (Archäomalakologe). Er war der Sohn von Sir David Evans, dem Leiter der London School of Hygiene and Tropical Medicine. Er studierte Zoologie in Reading und Archäologie am Institute of Archaeology, London. Von 1970 bis 2002 war er Dozent, später Professor in Cardiff, Wales.

## Schriften
- Land snails in archaeology. With special reference to the British Isles. Seminar Press, London u. a. 1972.
- The environment of early man in the British Isles. Elek, London 1975, ISBN 0-236-30902-1.
- An introduction to environmental archaeology. Elek, London 1978, ISBN 0-236-40110-6.
- mit Terry O’Connor: Environmental archaeology. Principles and methods. Stroud, Sutton 1999, ISBN 0-7509-1778-4.
- Environmental archaeology and the social order. Routledge u. a., London u. a. 2003, ISBN 0-415-30403-2.